# Кочетовка (Інсарський район)
Кочето́вка (рос. Кочетовка, ерз. Кацядав) — село у складі Інсарського району Мордовії, Росія. Адміністративний центр Кочетовського сільського поселення.
Населення — 488 осіб (2010; 597 у 2002).
Національний склад станом на 2002 рік:
- мордва — 56 %
- мокшани — 37 %